# Dysithamnus striaticeps
El batarito estriado (Dysithamnus striaticeps), también conocido como batarito pechirrayado (en Costa Rica y Nicaragua), choquita de corona rayada u hormiguerito pechirrayado (en Honduras y Nicaragua), es una especie de ave paseriforme de la familia Thamnophilidae perteneciente al género Dysithamnus. Es nativo de América Central.

## Distribución y hábitat
Se distribuye por la pendiente caribeña desde el extremo sureste de Honduras (sur de El Paraíso), Nicaragua y Costa Rica (también aparece escasamente en la pendiente del Pacífico en Guanacaste).
Esta especie es considerada poco común en su hábitat natural: el estrato bajo y medio de selvas húmedas de tierras bajas y de estribaciones montañosas, hasta los 900 m de altitud.

## Sistemática

### Descripción original
La especie D. striaticeps fue descrita por primera vez por el ornitólogo estadounidense George Newbold Lawrence en 1865 bajo el mismo nombre científico; la localidad tipo es: «Angostura, Costa Rica.»

### Etimología
El nombre genérico «Dysithamnus» proviene del griego «duō»: zambullir y «thamnos»: arbusto; enmarañado; significando «que zambulle en los arbustos»; y el nombre de la especie «striaticeps», proviene del latín «striatus»: estriado y «ceps»: cabeza; significando «de cabeza estriada».

### Taxonomía
Es monotípica. La presente especie y Dysithamnus xanthopterus, D. mentalis, D. stictothorax y D. puncticeps parecen formar un grupo monofilético con el cual otras especies del género es probable que estén próximamente relacionadas.